# Mercè Llimona
Pour les articles homonymes, voir Llimona.
Mercè Llimona i Raymat, née le 16 avril 1914 à Barcelone et morte le 29 novembre 1997 dans la même ville, est un illustratrice espagnole spécialisée dans la littérature pour enfants.
Elle fait partie de la grande famille d'artistes catalans, les Llimona. Elle est notamment la fille du peintre Joan Llimona et la sœur de la peintre Núria Llimona.

## Biographie
Soutenu par un environnement familial artistique, son parcours est très précoce. Elle entre à l'école de la Llotja à quinze ans. Elle intègre le Cercle artistique de Sant Lluc, fondé par son père et son oncle Josep, à l'âge de dix-huit ans.
Se sentant plus douée pour le dessin que pour la peinture, elle se tourne rapidement vers l'illustration, notamment de contes, influencée par le dessin français et par l'oeuvre de Lola Anglada
Pendant la guerre d'Espagne, elle participe à l'Exposition d'Art pro-Ajut Permanent a Madrid présentée à l'Ateneu socialista de Catalogne (Quatre Gats) en mars 1937.
La même année, elle part à Paris pour travailler dans la Bonne Presse (actuel groupe Bayard), puis rejoint le Pays basque avant de revenir à Barcelone.
Dans les années 1960, elle est la première femme à présider le Cercle artistique de Sant Lluc (1964-1966).
Elle consacre toute sa vie au dessin, collaborant notamment avec les Deux coqs d'or, à Paris, et Random House, à New York, dans les années 1980.

## Distinctions
- Membre honoraire de l'Académie royale catalane des beaux-arts de Saint-Georges
- Creu de Sant Jordi (1986).